# Cantón de Jussac
El cantón de Jussac era una división administrativa francesa, que estaba situada en el departamento de Cantal y la región de Auvernia.

## Composición
El cantón estaba formado por cinco comunas:
- Crandelles
- Jussac
- Naucelles
- Reilhac
- Teissières-de-Cornet

## Supresión del cantón de Jussac
En aplicación del Decreto nº 2014-149 de 13 de febrero de 2014, el cantón de Jussac fue suprimido el 22 de marzo de 2015 y sus 5 comunas pasaron a formar parte del nuevo cantón de Naucelles.